# Araiya pallida
Espèce
Synonymes
- Gayenna pallida Tullgren, 1902

Araiya pallida est une espèce d'araignées aranéomorphes de la famille des Anyphaenidae.

## Distribution
Cette espèce se rencontre au Chili dans les regions d'Araucanie, des Lacs et de Magallanes et en Argentine en Terre de Feu,.

## Description
Le mâle décrit par Ramírez en 2003 mesure 5,05 mm et la femelle 4,65 mm.

## Publication originale
- Tullgren, 1902 : Spiders collected in the Aysen Valley by Mr P. Dusén. Bihang till Kongliga Svenska Vetenskaps-akademiens handlingar, vol. 28, no 4-1, p. 1-77 (texte intégral).